# カルパス (ソーセージ)

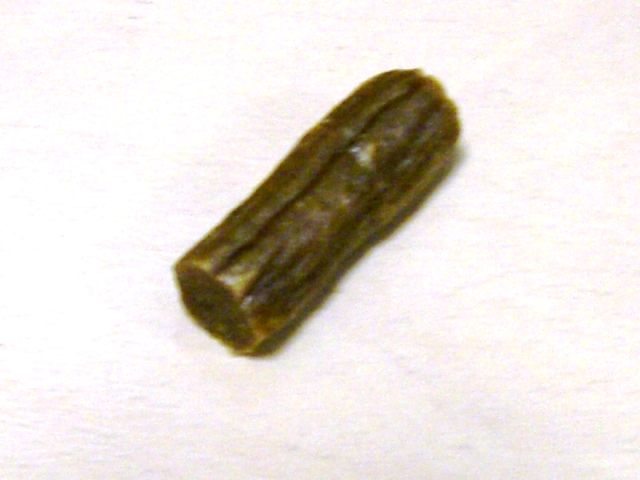
カルパス

カルパスは、細身のセミドライソーセージまたはドライソーセージの一種を指す、日本独自の総称。もとは特定の業者の商標であったが、普通名称化した。

## 概要
化学者の佐々木酉二が、北海道日高町の食肉加工業者のために考案した名称である。佐々木によれば、その業者が日本でドライソーセージを販売するにあたって商品名を検討した際、ロシア語で「ソーセージ」を意味するカルバサー（露: колбаса、ラテン翻字：kolbasa）を用いることを提案したが、そのままでは語感が悪く、食感がバサバサしていると誤認させかねないため、それを少し変えて「カルパス」と命名したものである。なお、ロシアの一般的なカルバサーは牛肉・豚肉・鶏肉などを原料とするセミドライソーセージで、近隣諸国などで発音の近似した同様のものがみられる（ポーランド語のキェウバサやハンガリー語のコルバースなど）。
上記の業者が東京都にあるロシア料理レストラン「ロゴスキー」に納入したことをきっかけとして、一般に認知されるに至った。
このように、元は商品名としての造語であるが、その業者は商標登録を行わなかったため、細身で短く切り分けられたドライソーセージを指す一般名詞として浸透した。「Calpas」と綴られることもある。
主に酒のつまみや駄菓子として扱われ、各社から一口サイズ大ないし鉛筆ほどの長さにカット・個包装されたものが袋入りで販売されている。